# Petroica
Petroica – rodzaj ptaków z podrodziny skalinków (Petroicinae) w obrębie rodziny skalinkowatych (Petroicidae).

## Zasięg występowania
Rodzaj obejmuje gatunki występujące w Australii, Nowej Zelandii, na Nowej Gwinei i innych wyspach Oceanii.

## Morfologia
Długość ciała 10,5–18 cm; masa ciała 7–47 g.

## Systematyka
Rodzaj zdefiniował w 1829 roku angielski zoolog William Swainson w publikacji swojego autorstwa składającej się z kolorowych plansz wraz z ich opisami. Jako gatunek typowy Swainson wyznaczył (oznaczenie monotypowe) skalinka szkarłatnego (P. multicolor).  

### Etymologia
- Petroica (Petroeca): gr. πετρα petra ‘skała’; οικος oikos ‘mieszkanie’, od οικεω oikeō ‘mieszkać’[12].
- Miro: maoryska nazwa Miro miro dla skalinka wielkogłowego[13]. Typ nomenklatoryczny (oznaczenie monotypowe): Muscicapa longipes Lesson & Garnot, 1827.
- Erythrodryas: gr. ερυθρος eruthros ‘czerwony’; δρυας druas, δρυαδος druados ‘driada, nimfa drzewna’, od δρυς drus, δρυος druos ‘drzewo’[14]. Typ nomenklatoryczny (późniejsze oznaczenie): Saxicola rodinogaster Drapiez, 1819[15].
- Myiomoira: gr. μυια muia, μυιας muias ‘mucha’; μοιρα moira ‘los, śmierć’[16]. Typ nomenklatoryczny: tylko rycina, Reichenbach nie wskazał gatunku typowego; typ nomenklatoryczny (późniejsze oznaczenie)[17]: Muscicapa toitoi[c] Lesson, 1828.
- Myioscopus: gr. μυια muia, μυιας muias ‘mucha’; σκοπος skopos ‘obserwator’, od σκοπεω skopeō ‘szpiegować, obserwować’[18]. Typ nomenklatoryczny: tylko rycina, Reichenbach nie wskazał gatunku typowego; typ nomenklatoryczny (późniejsze oznaczenie)[17]: Turdus albifrons J.F. Gmelin, 1789 (= Turdus australis Sparrman, 1788).
- Littlera: Frank Mervyn Littler (1880–1922), australijski księgowy, przyrodnik[19]. Typ nomenklatoryczny (oryginalne oznaczenie): Muscicapa chrysoptera[d] Mathews, 1912 ( = Petroica phoenicea Gould, 1837).
- Belchera: Sir Charles Frederic Belcher (1876–1970), australijski prawnik, ornitolog, członek założyciel RAOU[20]. Typ nomenklatoryczny (oryginalne oznaczenie): Petroica rosea Gould, 1840.
- Whiteornis: kpt. Samuel Albert White (1870–1954), angielski przyrodnik, kolekcjoner który osiadł w Australii w latach 1906–1916; gr. ορνις ornis, ορνιθος ornithos ‘ptak’[21]. Typ nomenklatoryczny (oryginalne oznaczenie): Muscicapa goodenovii Vigors & Horsfield, 1827.
- Nesomiro (Nesomira): gr. νησος nēsos ‘wyspa’ (tj. Chatham); rodzaj Miro Lesson, 1831 (skalinek)[22]. Typ nomenklatoryczny (oryginalne oznaczenie): Miro traversi Buller, 1872.

### Podział systematyczny
Do rodzaju należą następujące gatunki:
- Petroica bivittata De Vis, 1897 – skalinek żałobny
- Petroica archboldi Rand, 1940 – skalinek tarczowy
- Petroica goodenovii (Vigors & Horsfield, 1827) – skalinek czerwonoczelny
- Petroica multicolor (J.F. Gmelin, 1789) – skalinek szkarłatny
- Petroica polymorpha Mayr, 1934 – skalinek rdzawogłowy
- Petroica pusilla Peale, 1848 – skalinek pacyficzny
- Petroica rosea Gould, 1840 – skalinek różowy
- Petroica rodinogaster (Drapiez, 1819) – skalinek czarnosterny
- Petroica phoenicea Gould, 1837 – skalinek czerwonogardły
- Petroica boodang (Lesson, 1837) – skalinek białoskrzydły
- Petroica macrocephala (J.F. Gmelin, 1789) – skalinek wielkogłowy
- Petroica traversi (Buller, 1872) – skalinek czarny
- Petroica longipes (Lesson & Garnot, 1827) – skalinek plamisty
- Petroica australis (Sparrman, 1788) – skalinek wielki